# پیتر ترک
پیتر ترک (به انگلیسی: Peter Tork)؛ زادهٔ ۱۳ فوریهٔ ۱۹۴۲ - درگذشته ۲۱ فوریهٔ ۲۰۱۹) یک موسیقی‌دان اهل ایالات متحده آمریکا بود. وی از ۱۹۶۴ تا هنگام مرگ، مشغول فعالیت بوده‌است.